# La lune s'est levée
Pour plus de détails, voir Fiche technique et Distribution.
La lune s'est levée (月は上りぬ, Tsuki wa noborinu) est un film japonais réalisé par Kinuyo Tanaka et sorti en 1955.

## Synopsis
Setsuko et sa sœur aînée Ayako vivent dans la maison de leur père à Nara. La tante d'Ayako, qui s'inquiète des perspectives de mariage d'Ayako à mesure qu'elle grandit, tente de lui faire rencontrer le fils d'un directeur de banque. Setsuko est déterminée à ne pas voir sa sœur s'engager dans un mariage malheureux, et tente de faire naître un amour entre Ayako et Amamiya, un ancien ami d'Ayako. Setsuko fait part de ses idées à Yasui, un ami de la famille, et sollicite son aide, dans le but ultime d'amener Ayako et Amamiya à se promener ensemble au clair de lune.

## Fiche technique
- Titre français : La lune s'est levée
- Titre original : 月は上りぬ (Tsuki wa noborinu?)
- Réalisation : Kinuyo Tanaka
- Assistant réalisateur : Buichi Saitō
- Scénario : Yasujirō Ozu et Ryōsuke Saitō (ja)
- Photographie : Shigeyoshi Mine
- Montage : Mitsuo Kondō
- Décors : Takeo Kimura
- Musique : Takanobu Saitō
- Production : Eisei Koi (ja)
- Planification : Directors Guild of Japan
- Société de production : Nikkatsu
- Pays de production :  Japon
- Langue originale : Japonais
- Format : noir et blanc — 35 mm — 1,37:1 — son mono
- Genre : comédie dramatique
- Durée : 102 minutes (métrage : onze bobines - 2 805 m[1])
- Dates de sortie :
  - Japon : 8 janvier 1955[1]
  - France : 7 juillet 2021 (Cannes Classics) ; 16 février 2022 (sortie nationale)[2]

## Distribution
- Chishū Ryū : Mokichi Asai
- Shūji Sano : Shunsuke Takasu
- Hisako Yamane : Chizuru Asai, la fille aînée
- Yōko Sugi : Ayako Asai, la fille cadette
- Mie Kitahara : Setsuko Asai, la benjamine
- Kō Mishima (ja) : Wataru Amemiya
- Shōji Yasui : Shōji Yasui
- Kinuyo Tanaka : Yoneya, domestique de la famille Asai
- Miki Odagiri (ja) : Fumiya, domestique de la famille Asai
- Junji Masuda (ja) : Yutaka Tanaka
- Yō Shiomi (ja) : le prêtre Jikai

## Production
Le scénario de La lune s'est levée est écrit par Yasujirō Ozu en collaboration avec Ryōsuke Saitō en 1947, mais le projet devant être initialement tourné par Ozu pour la Shintōhō avec Hideko Takamine en vedette est plusieurs fois retardé. En conséquence, Ozu et le producteur Eisei Koi confient le scénario à la Directors Guild of Japan afin que le film soit produit par la Nikkatsu, qui vient tout juste de reconstruire des studios et qui se relance dans la production de films. Mais à peine quelques mois auparavant, les cinq grandes sociétés japonaises du cinéma : la Shōchiku, la Tōhō, la Daiei, la Shintōhō et la Tōei signent l'Accord des cinq compagnies en septembre 1953, qui vise à bloquer l'embauche d'acteurs par leur nouveau concurrent, la Nikkatsu.
Kinuyo Tanaka se retrouve donc avec La lune s'est levée confrontée avec les jeux de politique de l'industrie cinématographique. En raison de l'Accord des cinq compagnies, de nombreux acteurs hésitent à participer au projet, les auditions se multiplient, ce qui retarde le début du tournage et finalement, la distribution est largement composée de nouveaux acteurs peu connus du public. Alors que La lune s'est levée devait sortir en mars 1954, le tournage ne commence qu'en octobre de la même année.
Le scénario original de 1947 a été amendé à la demande d'un sponsor, la Nippon Telegraph and Telephone Public Corporation (NTTPC, entreprise de télécommunication qui aujourd'hui se nomme Nippon Telegraph and Telephone) fondée en 1952 et qui souhaitait promouvoir ses services. Ainsi, l'ingénieur Amemiya qui est amoureux d'Ayako, la fille cadette de la famille Asai, voyage à Osaka pour travailler à l'établissement d'une ligne de communication téléphonique entre Tokyo et Osaka utilisant une technique de transmission à micro-ondes.